# Hlísti

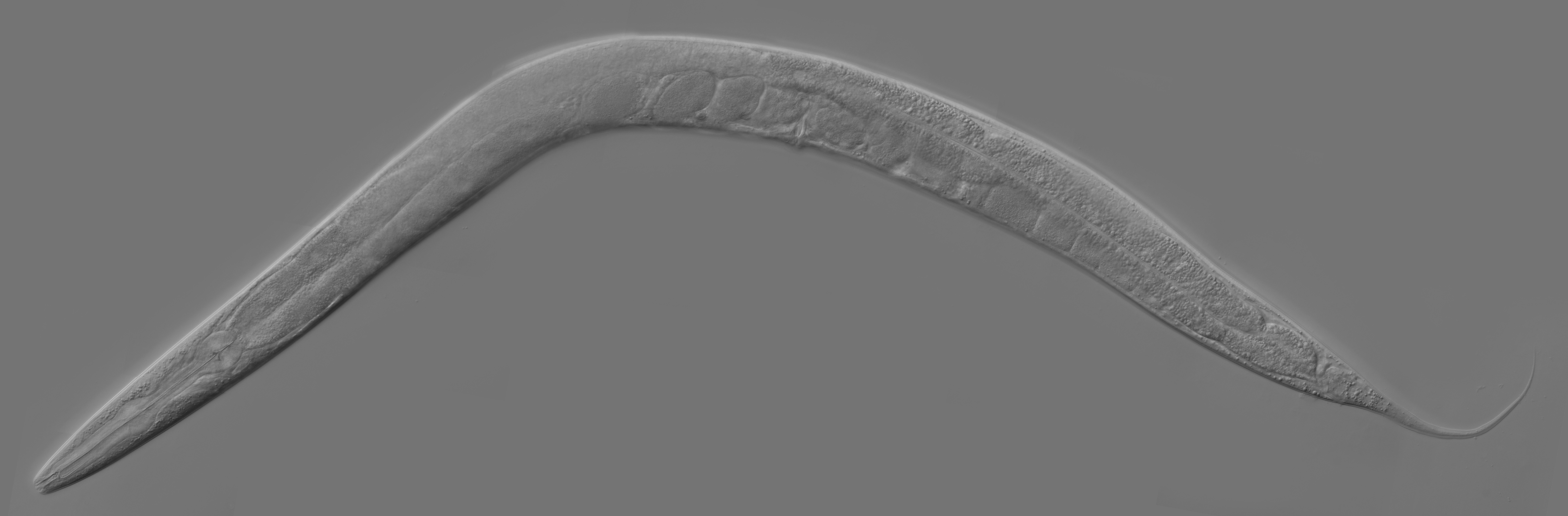
Hlístice Caenorhabditis elegans

Hlísti (Cycloneuralia) je skupina živočichů, která zahrnuje skupiny Nematoida a chobotovci (Scalidophora). Je možné, že by skupina mohla být v tomto vymezení monofyletická. Starší pojetí jsou již dnes zastaralá.

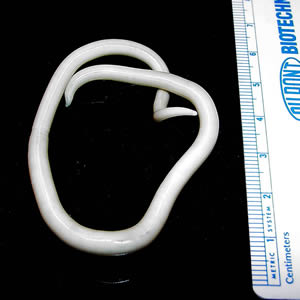
Škrkavka dětská

Hlísti se řadí na 3 základní druhy: Háďátka, Škrkavice, a Nitkovce

## Starší systematika
Dříve se jako hlísti (Nemathelminthes, Aschelminthes) uváděla skupina zahrnující zcela nepříbuzné skupiny hlístice, strunovci, břichobrvky, vířníci a rypečky.[zdroj?] Jiné zdroje řadí mezi hlísty ještě více živočišných kmenů, někdy až těchto dvanáct: hlístice (Nematoda), strunovci (Nematomorpha), břichobrvky (Gastrotricha), vířníci (Rotatoria), korzetky (Loricifera), rypečky (Kinorhyncha), vrtejši (Acanthocephala), hlavatci (Priapulida), mechovnatci (Entoprocta), vířníkovci (Cycliophora), ploutvenky (Chaetognatha) a čelistovky (Gnathostomulida), v tomto pojetí je však nepřirozenost skupiny jako takové zcela evidentní a vyvrácená molekulárně biologickými studiemi.

## Popis
Hlísti jsou obvykle drobní a červovití, jejich tělo není segmentované. Mají druhotnou tělní dutinu (= pseudocél) vyplněnou tekutinou s vysokým tlakem (mají turgorovou kostru). Žijí volně (ve vodě, ale většinou v zemi – v jednom m³ jich žije několik milionů) nebo parazitují na rostlinách či živočiších. Jsou to gonochoristé; je zřejmý pohlavní dimorfizmus – samice bývá větší, aby mohla snášet vajíčka. Hlísti mají gangliovou nervovou soustavu s mozkovou zauzlinou. Nemají moc dobře vyvinuté smysly. K pohybu jim slouží kožně svalový vak. Mají trávicí trubici vyústěnou v řitní otvor. Vylučovací soustavu představují protonefridie anebo chybí. Jejich tělo je pokryto silnou kutikulou, která je brání před účinky trávicích enzymů jejich hostitele.

## Známí zástupci
- Hádě octové (Turbatrix aceti) – žije v octu, ale je zdravotně nezávadné.
- Háďátko řepné (Heterodera schachtii) – napadá kořenový systém cukrové řepy.
- Roup dětský (Enterobius vermicularis) – parazituje v tlustém střevě (80 % dětí, 20 % dospělých). Samice měří asi 1 cm a každou noc naklade zhruba 13 000 vajíček, což způsobuje nesnesitelné svědění. Nakazit se člověk může snadno – trávicím traktem, pokud nedodržuje základní hygienické zvyky.
- Škrkavka dětská (Ascaris lumbricoides) – způsobují askaridózu. Připravují tenké střevo o živiny a narušují stěny střeva nebo ho mohou ucpat. Někdy také mohou způsobit nervové poruchy.
- Svalovec stočený (Trichinella spiralis) – způsobuje trichinelózu. Larvy žijí spirálovitě stočené ve svalech. Dospělý svalovec může narušit funkci svalů.
- Vlasovec mízní (Wuchereria bancrofti) – napadá mízní cévy, ve kterých žije a tím je ucpává. Následkem toho je obrovské zduření postižené části těla – tzv. sloní nemoc.
- Vlasovec oční (Loa loa) – hlíst, který parazituje uvnitř oka.
- Vlasovec medinský (Dracunculus medinensis) – způsobuje vznik bolestivých vředů na nohách. Parazituje pod kůží a vytaženým ocáskem klade vajíčka do vody.